# Val Cordevole
Le val Cordevole ou vallée du Cordevole est l'une des principales vallées des Dolomites, sillonnée par le ruisseau Cordevole.

## Géographie
Située dans la zone centre-ouest de la province de Belluno, elle s'ouvre sur la droite orographique de la Valbelluna entre les municipalités de Sospirolo et Sedico. Elle se développe vers le nord à travers les territoires des municipalités de Rivamonte Agordino, La Valle Agordina, Agordo, Taibon Agordino, Cencenighe Agordino, San Tomaso Agordino, Alleghe, Rocca Pietore. En amont du lac d'Alleghe, elle s'infléchit progressivement vers l'ouest et touche les municipalités de Colle Santa Lucia et Livinallongo del Col di Lana. Elle se termine au col Pordoi, qui la relie au val di Fassa.
La vallée constitue un système environnemental complexe, dont l'évolution morphologique a contribué aux glaciers, aux voies navigables, aux processus de dégradation (glissements de terrain et érosions) et à l'érosion karstique.
Elle est parsemée d'un système de vallées et de gorges latérales, dont certaines sont situées le long de failles importantes (val di Piero, val Vescovà, val Pegolera).

## Économie
L'économie de la vallée est fortement basée sur le tourisme estival et hivernal ; de nombreuses stations touristiques parsèment la vallée.
L'élevage de bovins laitiers est également très répandu dans la vallée avec la production conséquente de produits laitiers.